# Manuel Schüttengruber
Manuel Schüttengruber (* 20. Juli 1983 in Linz) ist ein österreichischer Fußballschiedsrichter. Er ist Mitglied des Oberösterreichischen Fußballverbandes und gehört dem Oberösterreichischen Schiedsrichterkollegium an. Von 1. Januar 2014 bis 31. Dezember 2023 war er im besitzt des Status eines FIFA-Schiedsrichters. Seit dem 1. Januar 2024 ist er FIFA Video Match Official (VMO).

## Leben

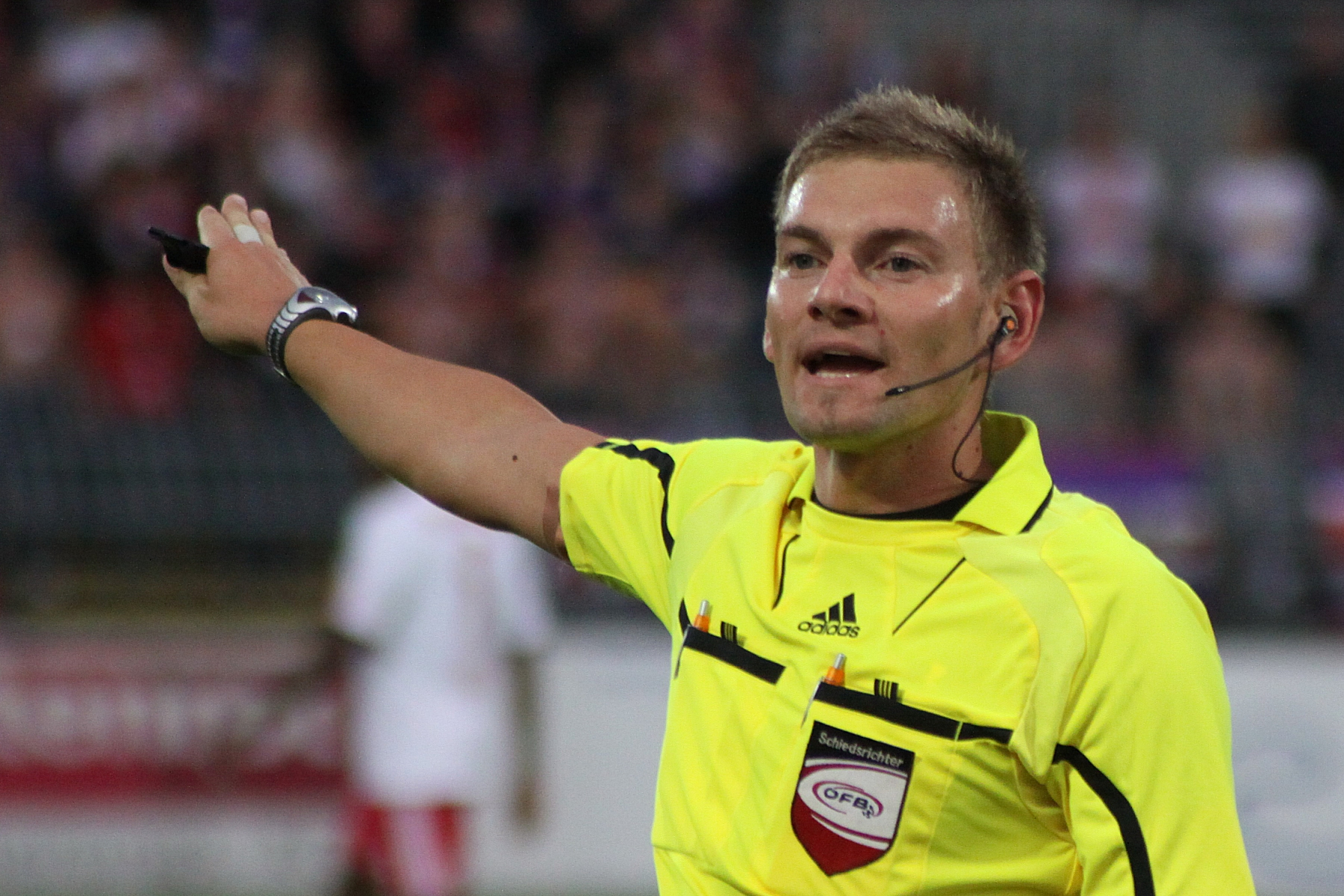
Manuel Schüttengruber bei seinem ersten Einsatz in der Bundesliga am 29. August 2010

Nach der Schule erlernte Schüttengruber den Beruf des Elektroinstallateurs. Weil sein Interesse früh der Schiedsrichterei galt, hatte er eine kurze Laufbahn als Fußballspieler; von 1994 bis 1997 spielte er in den Nachwuchsmannschaften des ESV Westbahn Linz; dies vor allem, weil er durch seinen Vater, der selbst internationaler Schiedsrichter war, vorbelastet war. Mit einer Ausnahmegenehmigung legte Manuel Schüttengruber am 1. April 1997 im Alter von nicht einmal 14 Jahren die Prüfung zum Fußballschiedsrichter ab und widmete sich in der Folge ganz dem Schiedsrichterwesen. Als jüngster Schiedsrichter Österreichs leitete er als erstes Spiel in seiner Laufbahn das U-12-Spiel zwischen SK St.Magdalena und SV Chemie Linz. Neben seinem Vater zählt der ehemalige schwedische FIFA-Schiedsrichter Anders Frisk zu seinen sportlichen Vorbildern.
Auf Grund seines Alters kam er vorerst nur bei Nachwuchsspielen zum Einsatz. Erst nach Erreichen des 17. Lebensjahres durfte er auch Spiele von Kampfmannschaften leiten. Nach seinem Debüt im Erwachsenenbereich im Frühjahr 2001 gelang Manuel Schüttengruber ein schneller Aufstieg. Im Herbst 2001 durfte er Spiele in der Ersten Klasse, im Frühjahr 2002 Spiele der Bezirksligen und ab Sommer 2003 Spiele der Zweiten Landesliga leiten. Am 27. August 2004 kam Schüttengruber in der Begegnung UVB Vöcklamarkt gegen ATSV Ranshofen (2:0) zu seinem ersten Spiel in der österreichischen Landesliga. Ein Jahr später kam er dank seiner Leistungen in der Regionalliga Mitte zum Einsatz, wo er am 6. August 2005 im Spiel SAK Klagenfurt gegen ASK Köflach (0:5) sein Debüt gab. Ein weiteres Jahr später wurde Schüttengruber als Schiedsrichterassistent für die Bundesliga nominiert. Dabei kam er am 11. August 2006 an der Seite vom Schiedsrichter Andreas Rothmann im Spiel DSV Leoben gegen SC-ESV Parndorf 1919 (2:0) erstmals als Schiedsrichterassistent in der Ersten Liga zum Einsatz. Am 7. April 2007 hatte er an der Seite von Dietmar Drabek im Spiel FC Wacker Innsbruck gegen SK Rapid Wien (2:3) seinen ersten Auftritt als Schiedsrichterassistent in der österreichischen Bundesliga.
Am 15. Juni 2008 wurde Manuel Schüttengruber in den Talentekader für die österreichische Bundesliga aufgenommen. Folglich wurde er für fünf Qualifikationsspiele in der Regionalliga Ost (am 7. April 2009, SV Horn gegen SC-ESV Parndorf, 2:0), in der Regionalliga Mitte (am 30. August 2009, Grazer AK gegen SAK Klagenfurt, 2:0, am 10. September 2009, SK St. Andrä gegen TSV Hartberg, 2:0, am 28. März 2009, Grazer AK gegen SK Sturm Graz II, 2:2) und der Regionalliga West (am 16. Mai 2009, FC Dornbirn gegen FC Kufstein, 2:1) eingesetzt. Nachdem er in allen fünf Spielen mit guten Leistungen aufgewartet hatte, wurde er am 1. Juli 2009 in die Kaderliste der österreichischen Bundesliga aufgenommen, wo er vorerst Spiele in der Ersten Liga, der zweithöchsten Spielklasse, leitet. Sein Debüt in der Ersten Liga gab Manuel Schüttengruber am 14. Juli 2009 bei der Begegnung FC Gratkorn gegen First Vienna FC (1:1). Eine Besonderheit war seine zweite Spielleitung am 31. Juli 2009 in der Ersten Liga, als er beim Treffen zwischen dem TSV Hartberg und dem SKN St. Pölten (0:1) an der Linie von seinem Bruder Clemens Schüttengruber assistiert wurde.
Bereits zuvor, am 17. Mai 2009, wurde Manuel Schüttengruber im Alter von 25 Jahren gemeinsam mit Gerald Lehner im Linzer Casineum als Oberösterreichs bester und beliebtester Schiedsrichter in der Rubrik Regional- und Oberösterreichliga ausgezeichnet.
Am 31. Mai 2010 wurde Manuel Schüttengruber mit 26 Jahren von der ÖFB Schiedsrichterkommission als damals jüngster Schiedsrichter in die höchste Österreichische Fußballliga aufgenommen. Seine Premiere feierte er am 25. August 2010
beim Spiel der SV Mattersburg gegen den FC Red Bull Salzburg (1:0). In diesem Spiel zeigte er auch seine erste Gelb-Rote Karte, als er Rabiu Afolabi nach vorangegangenem Foulspiel wegen Kritisierens fünf Minuten vor Spielende vom Platz stellte.
Am 1. Jänner 2014 wurde Manuel Schüttengruber vom ÖFB zum FIFA-Schiedsrichter ernannt. Somit erhielt er nach 47 Spielen in der Höchsten Liga und 36 Spielen in der zweithöchsten Liga diesen begehrten Status.
International kam Manuel Schüttengruber am 8. Juli 2006 erstmals im Freundschaftsspiel Spartak Trnava gegen Heart of Midlothian (2:3) als Schiedsrichterassistent zum Einsatz. Das erste Bewerbsspiel als Assistent folgte am 4. Dezember 2006 im UEFA Cup im Spiel SC Heerenveen gegen Sporting Braga (1:2).
Als einer von wenigen europäischen Schiedsrichtern leitete Manuel Schüttengruber am 3. August 2009 ein Spiel der Boca Juniors (erfolgreichste Mannschaft Argentiniens) mit allen Stars wie Juan Román Riquelme, Martín Palermo und Gabriel Paletta.
Von 2005 bis 2009 stellte sich Manuel Schüttengruber jedes Jahr vor Weihnachten in den Dienst der Guten Sache und leitete beim Oberösterreichischen HAGU-Cup (Spendenturnier für kranke Kinder) kostenlos Spiele. Von 1995 bis 2009 wurden bei diesem Hallenturnier 304.867,78 Euro eingespielt.
Er ist Vater eines Sohnes (* 2006) und seit Juni 2020 mit einem ehemaligen Model aus Bosnien verheiratet. Neben der Familie und der Schiedsrichterei steht der Sport im Allgemeinen im Lebensmittelpunkt von Schüttengruber. Von Mai 2009 bis Juli 2010 war er für das Fußball-Internet-Portal Newsarena als Kolumnist tätig. Hauptberuflich arbeitet Manuel Schüttengruber in einer Fahrschule als Standortleiter in Leonding und als Hypnose- und Mentaltrainer in seiner Firma MANUELS. Er ist auch ausgebildeter Fitness- und Ernährungstrainer. Von Jänner 2011 bis Dezember 2018 war Manuel Schüttengruber Webmaster der offiziellen Homepage der oberösterreichischen Schiedsrichter.
Bis zur Saison 2022/23 zählte er zur Gruppe der UEFA-First-Category-Schiedsrichter. Ende 2023 beendete er aus beruflichen und persönlichen Gründen seine Internationale Laufbahn als Schiedsrichter. Er bleibt jedoch als einer von 5 Österreichern als  FIFA Video Match Official für den ÖFB im In- und Ausland tätig.

## Internationale Einsätze
Stand: 11. April 2013
| Spiel | Datum      | Bewerb             | Heimmannschaft          | – | Gastmannschaft | Ergebnis |   |   |   | Elf- meter | Anmerkung |
| ----- | ---------- | ------------------ | ----------------------- | - | -------------- | -------- | - | - | - | ---------- | --------- |
| 01    | 29.08.2009 | U-17 TOTO-Cup      | Österreich              | – | Frankreich     | 2:1      | 5 | 0 | 1 | 1          |           |
| 02    | 07.07.2010 | Freundschaftsspiel | FC Kopenhagen           | – | FK Jablonec    | 3:2      | 1 | 0 | 0 | 2          |           |
| 03    | 24.08.2010 | U-17 TOTO-Cup      | Österreich              | – | Belgien        | 3:1      | 2 | 0 | 1 | 0          |           |
| 04    | 30.06.2011 | Freundschaftsspiel | Kosice MFK              | – | FK Skendija 79 | 3:1      | 2 | 1 | 1 | 0          |           |
| 05    | 12.07.2011 | Freundschaftsspiel | 1. FSV Mainz 05         | – | Legia Warschau | 3:0      | 2 | 0 | 0 | 0          |           |
| 06    | 28.04.2012 | Super League       | Grasshopper Club Zürich | – | FC Luzern      | 2:2      | 0 | 0 | 0 | 0          |           |
| 07    | 26.05.2012 | Freundschaftsspiel | Türkei                  | – | Finnland       | 2:3      | 3 | 0 | 0 | 0          |           |
| 08    | 02.12.2012 | Super League       | Servette FC             | – | FC Thun        | 0:0      | 3 | 0 | 0 | 0          |           |

## Belege
1. ↑  Schiedsrichtergruppe Linz, Newsarena: Manuel Schüttengruber auf den Weg in die Bundesliga! (Seite nicht mehr abrufbar, festgestellt im April 2019. Suche in Webarchiven)  Info: Der Link wurde automatisch als defekt markiert. Bitte prüfe den Link gemäß Anleitung und entferne dann diesen Hinweis. (PDF-Datei, 581 KB; abgerufen am 26. August 2009)
2. ↑  transfermarkt.at: DSV Leoben gegen SC-ESV Parndorf 2:0 (abgerufen am 15. November 2010)
3. ↑  weltfussball.at: FC Wacker Innsbruck vs SK Rapid Wien 2:3 (abgerufen am 15. November 2010)
4. ↑  transfermarkt.at: SV Mattersburg gegen FC Red Bull Salzburg 1:0 (abgerufen am 27. Februar 2011))
5. ↑  Über mich, auf manuelschuettengruber.com

| Personendaten    | Personendaten                          |
| ---------------- | -------------------------------------- |
| NAME             | Schüttengruber, Manuel                 |
| KURZBESCHREIBUNG | österreichischer Fußballschiedsrichter |
| GEBURTSDATUM     | 20. Juli 1983                          |
| GEBURTSORT       | Linz                                   |